# Xã Rock Creek, Quận Searcy, Arkansas
Xã Rock Creek (tiếng Anh: Rock Creek Township) là một xã thuộc quận Searcy, tiểu bang Arkansas, Hoa Kỳ. Năm 2010, dân số của xã này là 547 người.